# سه‌رنگه‌پوش
سه‌رنگه‌پوش (انگلیسی: Sparaxis tricolor) گیاهی گلدار و چندساله با گل‌های سه‌رنگ معمولاً براق است. این گل‌ها مرکزی زرد، حلقه‌ای سفید یا سیاه و گلبرگ‌هایی به رنگ‌های نارنجی، قرمز، بنفش یا صورتی دارند. این گیاه بومی آفریقای جنوبی، به نور خورشید و خاک با زهکشی خوب نیاز دارد و در مناطق معتدل در فضای باز و در مناطق سردتر در گلدان کاشته می‌شود. سه‌رنگه‌پوش در بهار گل می‌دهد و به خشکی مقاوم است. این گیاه علاوه بر زیبایی، می‌تواند پروانه‌ها و حشرات گرده‌افشان را جذب کند و برای باغبانانی که به دنبال گیاهان کم دردسر هستند، گزینه مناسبی است.